# Générac (Gard)
Générac – miejscowość i gmina we Francji, w regionie Oksytania, w departamencie Gard.
Według danych na rok 1990 gminę zamieszkiwało 2925 osób, a gęstość zaludnienia wynosiła 121 osób/km² (wśród 1545 gmin Langwedocji-Roussillon Générac plasuje się na 132. miejscu pod względem liczby ludności, natomiast pod względem powierzchni na miejscu 289.).